# Porfirio
Porfirio (del griego Πορφύριος y del latín Porphyrius Tyrius, Batanea de Siria o Tiro c. 232 – Roma 304 d. C.) fue un filósofo neoplatónico sirio y discípulo de Plotino. Se encargó de la sistematización y publicación de la obra de Plotino Enéadas y su biografía, Vida de Plotino. Es un temprano expositor de la filosofía del vegetarianismo, como puede verse en su tratado Sobre la abstinencia.

## Contribución
En su obra Isagoge, un comentario a las Categorías de Aristóteles, Porfirio describe cómo las cualidades atribuidas a las cosas pueden ser clasificadas, rompiendo con el concepto filosófico de substancia como una relación entre género y especie. De esta manera, puede incorporar la lógica aristotélica al neoplatonismo, especialmente la doctrina de las categorías del ser interpretada en términos de entidades. La Introductio in Praedicamenta, traducción al latín de esta obra realizada por Boecio, se convirtió en un libro de texto básico en las escuelas medievales, creándose el marco para el desarrollo filosófico-teológico medieval de la lógica y el problema de los universales. Porfirio se preguntó si las ideas universales existen dentro o fuera de la mente, si son o no son inmateriales y si existen dentro de los objetos físicos o fuera de estos.
En los libros de texto medievales el Arbor porphyriana (Árbol de Porfirio) ilustra su clasificación lógica de la substancia. Para Porfirio los conceptos se subordinan partiendo de los más generales a los más simples. 
El Arbor porphyriana (Árbol de Porfirio) inició el Nominalismo que se podría decir que es una especie de antecesor de las modernas clasificaciones taxonómicas. Un ejemplo del Arbor porphyriana sería este: 
- Substancia - Puede ser corporal o incorporal 
  - Cuerpo- Puede ser animado o inanimado 
    - Viviente - Puede ser sensible o insensible 
      - Animal - Puede ser racional o irracional 
        - Racional – El hombre

También destaca por su obra Adversus Christianos que constaba de 15 libros, aunque sólo se conservan algunos fragmentos procedentes de otros autores y comentadores. En ella refutaba la doctrina cristiana centrándose sobre todo en la cuestión de la divinidad de Jesucristo. Su pretensión era impedir que las gentes cultas se convirtiesen al cristianismo, y tachaba dicha religión de ilógica, innoble, contradictoria y fraudulenta. La importancia de este extenso tratado en su época se refleja en la feroz persecución de que fue objeto por parte de los emperadores cristianos a partir de Constantino: este, probablemente hacia el 332, lo destinó al fuego, al igual que posteriormente harían Teodosio II y Valentiniano III mediante un edicto promulgado en 448 para que «todos los libros que promuevan la cólera de Dios y dañen las almas no lleguen a oídos de los hombres».
En sus consejos de filosofía práctica promueve la abstinencia de alimentos de origen animal exponiendo estas ideas en las obras De Abstinentia y De Non Necandis ad Epulandum Animantibus. Dichas prácticas ascéticas, a las que sumaba el celibato o la no asistencia a funciones teatrales, las consideraba necesarias para lograr la purificación y el ascenso del alma. Enfatizó la importancia de las buenas obras por encima de las meras palabras, por lo que la oración y los sacrificios resultaban inútiles si no se vivía rectamente. También apoyó la religión popular tradicional, y consideraba los mitos paganos como representaciones alegóricas de la verdad filosófica.
Escribió sobre astrología, religión, filosofía y teoría musical. Aparte de la biografía de su maestro Plotino, también escribió sobre la vida de Pitágoras (Vita Pythagorae).

## Obras de Porfirio
- Vita Plotini (Vida de Plotino)
- Vita Pythagorae (Vida de Pitágoras)
- De abstinentia ab esum animalum (De la abstinencia de comida de origen animal)
- De antro nympharum (De la caverna de las Ninfas)
- Ad Marcellam (Carta a Marcela)
- In Platonis Timaeum commentaria (Comentarios al Timeo, de Platón)
- Περι Αγαλματων (De las estatuas)
- Adversus christianos (fragmentos) (Contra los Cristianos)
- Historia philosophiae (fragmentos)
- Introductio in praedicamenta
- In Aristotelis categorias expositio per interrogationem et responsionem (Exposición de las Categorías, de Aristóteles, por pregunta y respuesta)
- De philosophia ex oraculis (De la Filosofía de los Oráculos)
- Epistula ad Anebonem (Carta a Anebo)
- De non necandis ad epulandum animantibus
- Introductio in tetrabiblum Ptolemaei
- In Platonis Parmenidem commentaria (fragmentos)
- Sententiae ad intelligibilia ducentes
- Chronica (fragmentos)
- On the harmonics of Ptolemy